# WCW Nitro (videogioco)
WCW Nitro è un videogioco di wrestling del 1998 sviluppato da THQ e pubblicato da Inland per PlayStation e Nintendo 64, basato sull'omonimo show di punta della World Championship Wrestling (WCW).

## Modalità di gioco
"Esibizione 1 contro 1", "Tag Team" e "Torneo".

## Roster
- Alex Wright
- Anvil
- Arn Anderson
- Barbarian
- Bobby Heenan
- Booker T
- Bret Hart
- Brian Adams
- Buff Bagwell
- Bulldog
- Chavo Jr.
- Chris Benoit
- Curt Hennig
- Dean Malenko
- Diamond Dallas Page
- Disciple
- Disco Inferno
- Eddy Guerrero
- Enos
- Eric Bischoff
- Ernest "The Cat" Miller
- Fit Finley
- The Giant
- Goldberg
- Hammer
- Hollywood Hogan
- Horace
- Jericho
- Jimmy Hart
- Juventud Guerrera
- Kanyon
- Kaz Hayashi
- Kevin Nash
- Kidman
- Kimberly
- Konnan
- La Parka
- Larry Zbyszko
- Lex Luger
- Lodi
- "Macho Man" Randy Savage
- Mean Gene
- Meng
- Miss Elizabeth
- Mongo
- Psychosis
- Raven
- Reese
- Rey Mysterio Jr.
- Ric Flair
- Rick Fuller
- Rick Rude
- Rick Steiner
- Roddy Piper
- Perry Saturn
- Scott Hall
- Scott Norton
- Scott Steiner
- Scotty Riggs
- Sick Boy
- Sonny Onoo
- Stevie Ray
- Sting
- Syxx
- Ultimo Dragon
- Wrath